# Нидерле, Индржих
И́ндржих Ни́дерле (чеш. Jindřich Niederle; 28 октября 1840, Стара-Пака — 8 сентября 1875, Нова-Пака)— австро-венгерский чешский филолог-классик, переводчик с древнегреческого и поэт, педагог, научный писатель. Отец чешского археолога, этнографа и историка Любора Нидерле.
Он происходил из семьи торговца холстами. Среднее образование получил в Нова-Паке и Йичине. В 1862 году окончил философский факультет Пражского университета, а в следующем году был назначен адъюнкт-профессором классической филологии и стенографии в гимназии в городе Градец-Кралове. Позже стал профессором в гимназии в Клатови и с 1868 года преподавал в пражской Староместской академической гимназии. В 1869 году организовал при университете филологический семинар и планировал получить там место, но вместо него туда был принят — вероятно, по политическим причинам — австрийский профессор Линкер. Впоследствии работал также экзаменатором чешскоязычных кандидатов на профессорские должности. Скончался от болезни лёгких в своём доме, на котором ныне установлена мемориальная доска.
Активно занимался переводами классиков древнегреческой литературы, в первую очередь произведений Гомера и Софокла; современники высоко отзывались о его переводах на чешский язык «Одиссеи» и трагедий Софокла. Главные работы его авторства: «О některých epitetech homerských», «О Homerovi a jeho básních», «Příspěvky k těsnopisu českému», а также высоко оценённая грамматика греческого языка «Mluvnice jazyka řeckého pro gymnasia česká», выдержавшая 8 изданий с 1873 года и переведённая в том числе на русский язык. Его перу принадлежат также сборник стихов «Kytice» и другие и комедия «Věno» (1860); как поэт сотрудничал с журналом «Šumavan» в Клатови. Согласно ЭСБЕ, его поэтическое творчество имеет «меньшее значение», нежели филологические работы.